# Langschwandbach
Der Langschwandbach ist ein gut 1,5 Kilometer langer Bach des Südschwarzwaldes im baden-württembergischen Todtnau im Landkreis Lörrach. Er entspringt im Walddistrikt Knöpflisbrunnen und mündet zwischen Todtnau und Schlechtnau von rechts und Westen in die Wiese.

## Geographie

### Verlauf
Der Langschwandbach entspringt auf etwa 1078 m ü. NHN im Walddistrikt Knöpflisbrunnen, rund 350 Meter östlich der Hochalm Knöpflesbrunnen oberhalb der Hütte am Oberen Kohlwaldweg. Von dort fließt er Richtung Osten, mit leicht südlicher Tendenz durch sein bewaldetes Tal. Etwa 200 Meter vor seiner Mündung tritt er aus dem Wald hinaus in die offene Wiesenaue des Schlechtnaugewanns, dort unterquert er die ehemalige Bahnstrecke des Todtnauerlis, um danach, auf etwa 618 m ü. NHN, bei einer Möbelschreinerei am Südrand Todtnaus von rechts und Westen in die Wiese zu münden.
Der gut 1,5 km lange Langschwandbach mündet rund 460 Höhenmeter unterhalb seiner Quelle, er hat somit ein mittleres Sohlgefälle von etwa 30 %.

### Einzugsgebiet
Das naturräumlich zum Südschwarzwald gehörende Einzugsgebiet ist gut 60 Hektar groß und liegt vollständig im Gemeindegebiet der Stadt Todtnau. Der höchste Punkt des Einzugsgebiets liegt im Westen auf einem Nebengipfel des Knöpflesbrunnen auf etwa 1121 m ü. NHN.
Die Einzugsgebiete der folgenden Nachbargewässer grenzen an:
- Im Norden liegt das Einzugsgebiet des Grundbächles, das direkt oberhalb des Langschwandbachs in die Wiese mündet;
- Im Süden liegt ein Gebiet, welches von der Wiese selbst entwässert wird;
- jenseits der westlichen Wasserscheide liegt das Einzugsgebiet des Utzenbachs, einem Nebenlauf des Wiedenbachs der sich weiter unterhalb in die Wiese ergießt.

### Zuflüsse
Auf der amtlichen Gewässerkarte sind weder benannte, noch unbenannte Zuflüsse verzeichnet.

### Flusssystem Wiese
- Fließgewässer im Flusssystem Wiese

## Wirtschaftliche Nutzung
Örtlich nicht genauer bezeichnet finden sich in der Nähe des Langschwandbachs aufgelassene Stollen bzw. Haldenreste.